# Klubi i Futbollit Tirana
El KF Tirana (en albanés: Klubi i Futbollit Tirana) es un club de fútbol de la ciudad de Tirana, Albania y fundado el 16 de agosto de 1920. El KF Tirana es el club de fútbol más popular del país y cuenta con un número considerable de seguidores. El equipo disputa sus partidos como local en el estadio Selman Stërmasi o en el estadio Qemal Stafa y juega en la Superliga de Albania.
El club fue fundado el 16 de agosto de 1920 bajo el nombre de "Asociación Deportiva Agimi". En 1927 el club cambió su nombre a SK Tirana (en albanés: Sportklub Tirana); en 1947 se llamó 17 Nëntori Tirana, de 1952 a 1956 Puna Tirana, en 1956 otra vez 17 Nëntori y en 1991 el club pasó a llamarse KF Tirana de forma definitiva.
El KF Tirana es el club más exitoso del fútbol albanés con 24 ligas. Ganó el primer campeonato de liga disputado en Albania y es, también, el único club en Albania que ha jugado todos los campeonatos de la Kategoria Superiore desde 1930 y todas las Copas albanesas desde 1938. El club participó en una Copa de Europa por primera vez en la historia del fútbol albanés en 1965-66. El KF Tirana es miembro de la ECA.

## Historia
El club se funda el 16 de agosto de 1920 bajo el nombre de Agimi Sports Association, (en español: Asociación Deportiva Aurora), aunque a lo largo de su historia ha cambiado su denominación en numerosas ocasiones:
- Agimi Sports Association: De 1920 a 1927.
- Sportklub Tirana (SK Tirana): De 1927 a 1947 y de 1991 a 2005
- KS 17 Nëntori Tirana: De 1947 a 1951 y de 1956 a 1991.
- Puna Tirana: Entre 1951 y 1956
- KF Tirana: Desde 2005

Fue uno de los equipos fundadores de la primera división de la Liga de Albania. Ganó la primera edición del campeonato, en 1930.
La primera participación del club en una competición europea fue en la Copa de Europa de la temporada 1965-66.

## Uniforme
- Uniforme titular: Camiseta blanca con verticales azules, pantalón blanco, medias blancas.
- Uniforme alternativo: Camiseta y pantalón blanco, medias azules.

## Palmarés

### Torneos nacionales
- Primera División de Albania (26): 1930, 1931, 1932, 1934, 1936, 1937, 1964-65, 1965-66, 1967-68, 1969-70, 1981-82, 1984-85, 1987-88, 1988-89, 1994-95, 1995-96, 1996-97, 1998-99, 1999-00, 2002-03, 2003-04, 2004-05, 2006-07, 2008-09, 2019-20, 2021-22.
- Kategoria e Parë (1): 2017-18.
- Copa de Albania (16): 1939, 1962-63, 1975-76, 1976-77, 1982-83, 1983-84, 1985-86, 1993-94, 1995-96, 1998-99, 2000-01, 2001-02, 2005-06, 2010-11, 2011-12, 2016-17.
- Supercopa de Albania (12): 1994, 2000, 2002, 2003, 2005, 2006, 2007, 2009, 2011, 2012, 2017, 2022.

## Participación en competiciones de la UEFA
| Temporada | Torneo                       | Ronda              | Club                  | Casa        | Visita    |  |
| --------- | ---------------------------- | ------------------ | --------------------- | ----------- | --------- |  |
| 1965/66   | European Champion Clubs' Cup | 1                  | Kilmarnock F.C.       | 0–0         | 0–1       |  |
| 1966/67   | European Champion Clubs' Cup | 1                  | Valerenga IF          | n.p         | n.p       |  |
| 1969/70   | European Champion Clubs' Cup | 1                  | Standard Liege        | 1–1         | 0–3       |  |
| 1970/71   | European Champion Clubs' Cup | 1                  | AFC Ajax              | 2–2         | 0–2       |  |
| 1982/83   | European Champion Clubs' Cup | 1                  | Linfield              | 1–0         | 1–2       |  |
| 1982/83   | European Champion Clubs' Cup | 2                  | Dynamo Kiev           | n.p         | n.p       |  |
| 1983/84   | UEFA Cup Winners' Cup        | 1                  | Hammarby IF           | 2–1         | 0–3       |  |
| 1986/87   | UEFA Cup Winners' Cup        | 1                  | FC Dinamo Bucarest    | 1–0         | 2–1       |  |
| 1986/87   | UEFA Cup Winners' Cup        | 2                  | Malmö FF              | 0–3         | 0–0       |  |
| 1988/89   | European Champion Clubs' Cup | 1                  | Ħamrun Spartans F.C.  | 2–0         | 1–2       |  |
| 1988/89   | European Champion Clubs' Cup | 2                  | IFK Göteborg          | 0–3         | 0–1       |  |
| 1989/90   | European Champion Clubs' Cup | 1                  | Sliema Wanderers      | 5–0         | 0–1       |  |
| 1989/90   | European Champion Clubs' Cup | 2                  | FC Bayern Múnich      | 0–3         | 1–3       |  |
| 1994/95   | UEFA Cup Winners' Cup        | Clasificatoria     | FC Bobruisk           | 3–0         | 1–4       |  |
| 1994/95   | UEFA Cup Winners' Cup        | 1                  | Brøndby IF            | 0–1         | 0–3       |  |
| 1995/96   | UEFA Cup                     | Clasificatoria     | Hapoel Be'er Sheva FC | 0–1         | 0–2       |  |
| 1996/97   | UEFA Cup                     | 1.ª Clasificatoria | NK Croatia Zagreb     | 2–6         | 0–4       |  |
| 1998/99   | UEFA Cup                     | 1.ª Clasificatoria | FK Inter Bratislava   | 0–2         | 0–2       |  |
| 1999/00   | UEFA Champions League        | 1.ª Clasificatoria | ÍV                    | 1–2         | 0–1       |  |
| 2000/01   | UEFA Champions League        | 1.ª Clasificatoria | FC Zimbru Chisinau    | 2–3         | 2–3       |  |
| 2001/02   | UEFA Cup                     | Clasificatoria     | Apollon Limassol      | 3–2         | 1–3       |  |
| 2002/03   | UEFA Cup                     | Clasificatoria     | National Bucarest     | 0–1         | 2–2       |  |
| 2003/04   | UEFA Champions League        | 1.ª Clasificatoria | Dinamo Tbilisi        | 3–0 (4:2 p) | 0–3       |  |
| 2003/04   | UEFA Champions League        | 2.ª Clasificatoria | Grazer AK             | 1–5         | 1–2       |  |
| 2004/05   | UEFA Champions League        | 1.ª Claificatoria  | FC Gomel              | 0–1         | 2–0       |  |
| 2004/05   | UEFA Champions League        | 2.ª Clasificatoria | Ferencvárosi TC       | 2–3         | 1–0       |  |
| 2005/06   | UEFA Champions League        | 1.ª Clasificatoria | ND Gorica             | 3–0         | 0–2       |  |
| 2005/06   | UEFA Champions League        | 2.ª Clasificatoria | PFC CSKA Sofia        | 0–2         | 0–2       |  |
| 2006/07   | UEFA Cup                     | 1.ª Clasificatoria | Varteks Varazdin      | 2–0         | 1–1       |  |
| 2006/07   | UEFA Cup                     | 2.ª Clasificatoria | Kayserispor           | 0–2         | 1–3       |  |
| 2007/08   | UEFA Champions League        | 1.ª Clasificatoria | NK Domžale            | 1–2         | 0–1       |  |
| 2009/10   | UEFA Champions League        | 2.ª Clasificatoria | Stabæk                | 1–1         | 0–4       |  |
| 2010/11   | UEFA Europa League           | 1.ª Clasificatoria | Zalaegerszegi TE      | 0–0         | 1–0 (aet) |  |
| 2010/11   | UEFA Europa League           | 2.ª Clasificatoria | FC Utrecht            | 1–1         | 0–4       |  |
| 2011/12   | UEFA Europa League           | 2.ª Clasificatoria | FC Spartak Trnava     | 0–0         | 1–3       |  |
| 2012/13   | UEFA Europa League           | 1.ª Clasificatoria | CS Grevenmacher       | 2–0         | 0–0       |  |
| 2012/13   | UEFA Europa League           | 2.ª Clasificatoria | Aalesunds FK          | 1–1         | 0–5       |  |
| 2017/18   | UEFA Europa League           | 1.ª Clasificatoria | Maccabi Tel Aviv F.C. | 0–3         | 0–2       |  |
| 2020-21   | UEFA Champions League        | 1.ª Clasificatoria | Dinamo Tbilisi        | –           | 2–0       |  |
| 2020-21   | UEFA Champions League        | 2.ª Clasificatoria | Estrella Roja         | 0–1         | –         |  |
| 2020-21   | UEFA Europa League           | 3.ª Clasificatoria | Exento                | Exento      | Exento    |  |
| 2020-21   | UEFA Europa League           | Play-off           | Young Boys            | –           | 0–3       |  |
| 2022-23   | UEFA Champions League        | 1.ª Clasificatoria | F91 Dudelange         | 1-2         | 0–1       |  |
| 2022-23   | UEFA Conference League       | 2.ª Clasificatoria | HŠK Zrinjski          | 0-1         | 2–3       |  |
| 2023/24   | UEFA Conference League       | 1.ª Clasificatoria | FC Dinamo Batumi      | 1-1         | 2-1       |  |
| 2023/24   | UEFA Conference League       | 2.ª Clasificatoria | Besiktas JK           | 0-2         | 1-3       |  |
| 2024–25   | UEFA Conference League       | 1° Clasificatoria  | Torpedo Kutaisi       | 0–1         | 1–1       |  |